# Baja frecuencia
| Frecuencia baja u onda larga                                       |
| ------------------------------------------------------------------ |
| Ciclos por segundo: de 30 a 300 kHz Longitud de onda: de 10 a 1 km |

La frecuencia baja (FB o LF en inglés) u onda larga (OL) se refiere a la banda del espectro electromagnético, y más particularmente a la banda de radiofrecuencia, que ocupa el rango de frecuencias entre 30 y 300 kHz (longitud de onda de 10 a 1 km). En Hispanoamérica a veces se llama incorrectamente «onda larga» a la onda media.
En esta banda operan sistemas de ayuda a la navegación aérea y marítima, como los radio faros o las radio balizas, así como sistemas de radiodifusión.
Las características de la banda de onda larga son similares a las de la banda de frecuencia muy baja.

## Sistemas que funcionan con onda larga
En Europa, parte del espectro de onda larga se usa para el servicio de radiodifusión de AM, entre 148,5 y 283,5 kHz. En el hemisferio occidental su uso principal es para control aeronáutico, navegación, información y servicios meteorológicos. Las estaciones de señal horaria MSF, DCF77, JJY y WWVB también se encuentran en esta banda.

## Señales horarias estándar

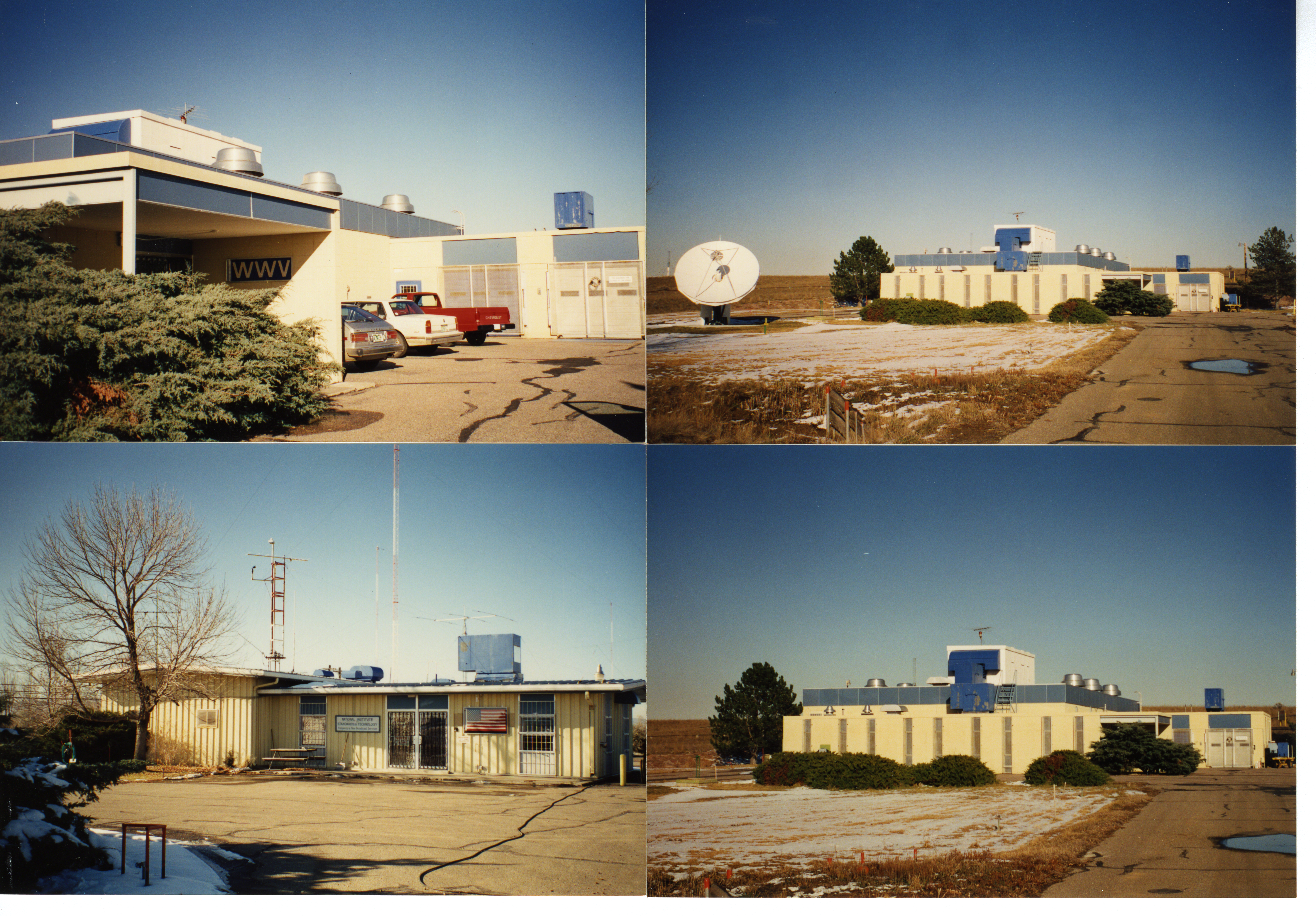
Instalaciones de WWWB y su estación madre WWV en Fort Collins, Colorado (EE. UU.).

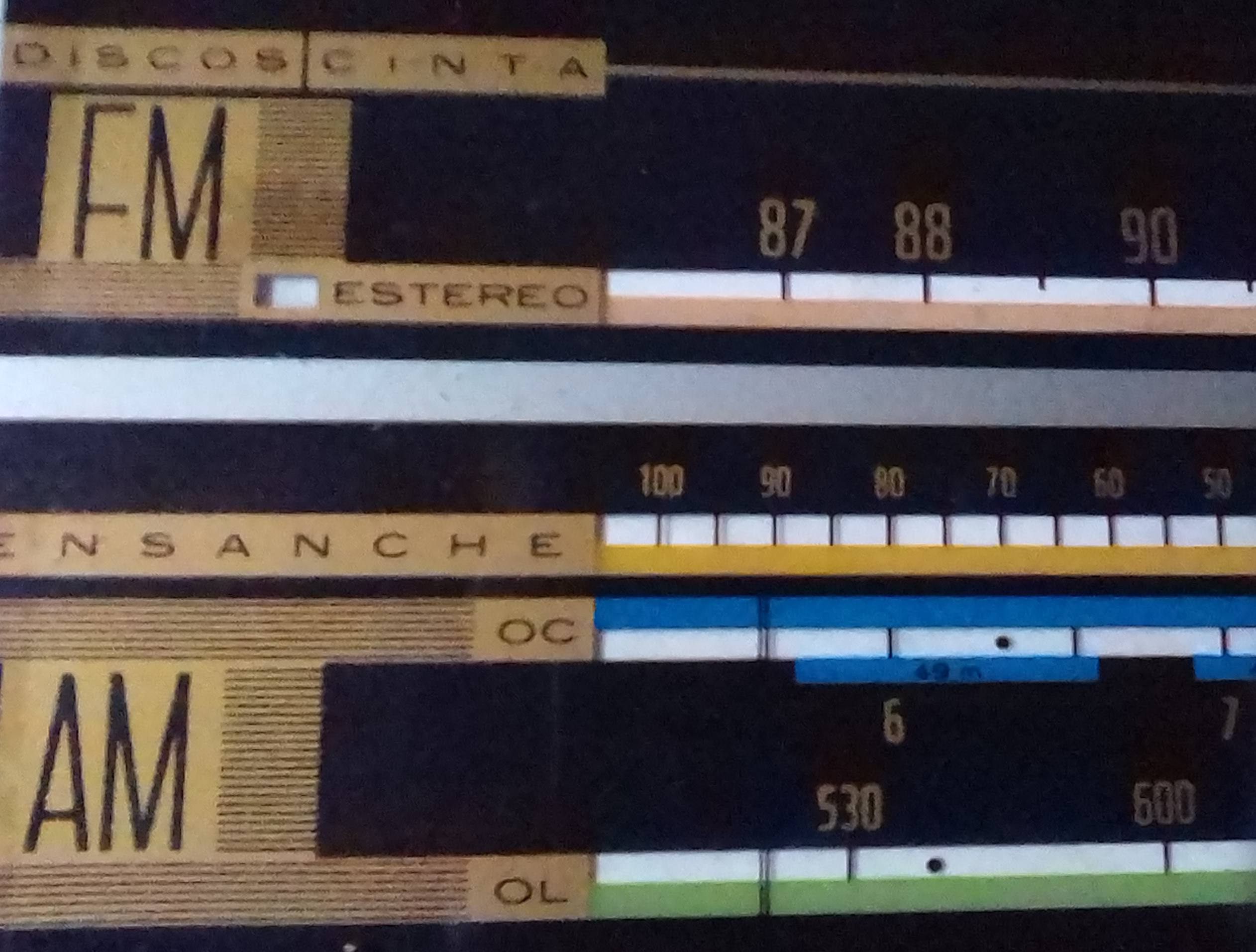
Dial de un radio antiguo en el cual la onda media es señalada como onda larga ("OL") debido a que la onda larga solo es empleada para radiodifusión de AM en Europa.

En el rango de frecuencias de entre 40 y 80 kHz hay varias estaciones de tiempo y frecuencias modelo, como:
- JJY en Japón (40 y 60 kHz)
- MSF en Rugby, Inglaterra (60 kHz)
- WWVB en Colorado, Estados Unidos (60 kHz)
- RBU en Taldom, Rusia (66,66 kHz)
- BPC en Lintong/Pucheng, China (68,5 kHz)
- DCF77 cerca de Fráncfort del Meno, Alemania (77,5 kHz)

En Europa y Japón, muchos dispositivos de consumo de bajo costo contienen desde finales de los años ochenta radio relojes con un receptor de baja frecuencia que capta estas señales. Dado que estas frecuencias se propagan solo por onda terrena, la precisión de las señales temporales no se ve afectada por la variación de los caminos de propagación entre transmisor, ionosfera y receptor. En Estados Unidos, dispositivos de este tipo llegaron  al mercado masivo solo después de que la potencia de salida de WWVB se incrementase en 1997 y en 1999.

## Usos militares
Las señales de radio por debajo de los 50 kHz son capaces de penetrar las profundidades oceánicas hasta aproximadamente los 200 m: cuanto más larga sea la longitud de onda, más profunda será la penetración. Las navieras de Gran Bretaña, Alemania, India, Rusia, Suecia, Estados Unidos y probablemente otras se comunican con submarinos a esas frecuencias.
También, los submarinos nucleares de la Marina Real Británica que llevan misiles balísticos están aparentemente bajo la orden de monitorear la transmisión de la BBC Radio 4 de los 198 kHz en las aguas cercanas de Gran Bretaña. Existen rumores de que interpretan un alto repentino en la transmisión como indicador de que el Reino Unido se encuentra atacado, con lo cual sus órdenes selladas toman efecto.

## Radiodifusión
Parte de la banda de onda larga se utiliza para la radiodifusión en amplitud modulada, concretamente entre 148,5 y 283,5 kHz. Normalmente se pueden cubrir áreas más extensas que en la onda media debido a la menor atenuación que sufren las ondas terrenas gracias a la limitada conductividad que presenta la tierra a bajas frecuencias.
Las portadoras se encuentran en múltiplos exactos de 9 kHz entre 153 y 279 kHz, excepto la estación alemana en 183 kHz. Hasta los años 1970, algunas estaciones soviéticas operaron en frecuencias hasta 400 kHz, incluso existió una emisión a 433 kHz desde Finlandia. Sin embargo, emitir por encima de 400 kHz puede causar interferencias en recepción cuando la frecuencia intermedia de algunos receptores superheterodinos puede estar por debajo de 430 kHz, aunque en la práctica suele estar entre 450 y 470 kHz. Algunas estaciones, como por ejemplo Droitwich en el Reino Unido, obtiene su frecuencia de portadora de un reloj atómico.
A diferencia de la onda media, que se utiliza en todo el mundo, la onda larga sólo se utiliza para radiodifusión en la región 1 de la UIT (Europa, África, Oriente Medio, Mongolia y los estados de la Commonwealth). En Estados Unidos, durante los años 1970, las frecuencias 167, 179 y 191 kHz se asignaron al Public Emergency Radio of the United States, un sistema de comunicaciones que se utilizaría en caso de ataque nuclear durante la Guerra Fría.
Lista de las principales estaciones radiodifusoras en onda larga:
| Frecuencia | Nombre de la estación              | País            | Ubicación                    | Tipo de antena | Potencia | Notas |
| ---------- | ---------------------------------- | --------------- | ---------------------------- | --- | -------- | --- |
| 153 kHz    | SRR Antena Satelor                 | Rumania         | Braşov                       | Antena T en dos torres de entramado de acero, 250 m | 1200 kW  | |
| 153 kHz    | NRK P1/NRK P2 NRK Finnmark         | Noruega         | Ingoy                        | Antena omnidireccional, torre de entramado de acero, 362 m, alimentada desde arriba, equipo ex-Omega                                                                                       | 100 kW   | |
| 153 kHz    | Chaîne 1                           | Argelia         | Kenadsa / Bechar             | Tres torres de entramado de acero, 357 m | 2000 kW  | baja potencia estimada <10 kW y baja modulación                                                                     |
| 162 kHz    | France Inter                       | Francia         | Allouis                      | Dos torres de entramado de acero, 350 m, alimentadas desde arriba | 2000 kW  | Señal modulada en fase                                                                                              |
| 171 kHz    | Medí 1                             | Marruecos       | Nador                        | Antena direccional, tres torres de entramado de acero, 380 m | 2000 kW  | |
| 183 kHz    | Europe 1                           | Alemania        | Felsberg-Berus               | Antena direccional, 4 torres de entramado de acero alimentadas desde el suelo, 270 m, 276 m, 280 m y 282 m De repuesto: dos torres de entramado de acero alimentadas desde el suelo, 234 m | 2000 kW  | Programación en francés El emisor de onda larga más potente en Alemania Frecuencia no estándar (no divisible por 9) |
| 189 kHz    | RÚV Rás 1/RÚV Rás 2                | Islandia        | Gufuskalar near Hellissandur | Antena ovalada bi-direccional, cargada en la punta con loops triangulares paralelos, todos los cables de tensión alimentados excepto dos radiando, 412 m                                   | 300 kW   | RÚV programas nacionales 1 y 2, Rás 1 y Rás 2                                                                       |
| 198 kHz    | BBC Radio 4                        | Reino Unido     | Droitwich (SFN)              | Antena T en dos torres de entramado de acero alimentadas contra el suelo, 213 m | 500 kW   | Retransmite BBC World Service después de terminar su propia programación                                            |
| 198 kHz    | BBC Radio 4                        | Reino Unido     | Burghead (SFN)               | Antena omnidireccional, torre de entramado de acero | 50 kW    | |
| 198 kHz    | BBC Radio 4                        | Reino Unido     | Westerglen (SFN)             | Antena omnidireccional, torre de entramado de acero, 152 m | 50 kW    | |
| 198 kHz    | Chaîne 1                           | Argelia         | Berkaoui / Ouargla           | Tres torre de entramado de acero. | 2000 kW  | baja potencia estimada <10 kW y baja modulación                                                                     |
| 207 kHz    | RÚV Rás 1/RÚV Rás 2                | Islandia        | Eiðar near Egilsstaðir       | Antena omnidireccional, torre de entramado de acero alimentada contra el suelo, 220 m | 100 kW   | RÚV programas nacionales 1 y 2, Rás 1 y Rás 2                                                                       |
| 207 kHz    | SNRT Al Idaâ Al-Watania            | Marruecos       | Azilal Demnate               | Antena omnidireccional, torre de entramado de acero | 400 kW   | |
| 216 kHz    | Radio Monte Carlo Info             | Mónaco          | Roumoules                    | Antena direccional, tres torres de entramado de acero de 300 m, torre de entramado de acero de 330 m como antena de repuesto                                                               | 1200 kW  | Transmisión extraterritorial, fuera de Mónaco                                                                       |
| 225 kHz    | Polskie Radio Jedynka              | Polonia         | Solec Kujawski               | Antena direccional, dos torres alimentadas en la punta, 330 m y 289 m | 1000 kW  | Anterior emplazamiento: Konstantynów                                                                                |
| 234 kHz    | RTL(Inactiva)                      | Luxemburgo      | Beidweiler                   | Antena direccional, tres torres de entramado de acero, 290 m | 2000 kW  | Cesó sus transmisiones en diciembre del 2022                                                                        |
| 243 kHz    | DR Langbølge                       | Dinamarca       | Kalundborg                   | Antena Alexanderson semi-direccional 153/333°, dos torres de entramado de acero de 118 m unidas por arriba con alambre capacitivo                                                          | 300 kW   | AM suspendida en 2007, DRM a baja potencia desde octubre de 2008                                                    |
| 252 kHz    | Chaîne 3                           | Argelia         | Tipaza                       | Antena omnidireccional, torre de entramado de acero, 355 m | 1500 kW  | Programación en francés, durante la noche emite a media potencia                                                    |
| 252 kHz    | RTÉ Radio 1                        | Irlanda         | Clarkestown                  | Antena omnidireccional, torre de entramado de acero alimentada contra el suelo, 248 m | 500 kW   | Actualmente la única estación AM de RTÉ Radio 1 Noche: 100 kW                                                       |
| 270 kHz    | ČRo Radiožurnál                    | República Checa | Topolna                      | Antena direccional (dirección de máxima radiación Este-Oeste), dos torres de entramado de acero de 257 m                                                                                   | 500 kW   | |
| 279 kHz    | BR Pershy Kanal/BR Radyjo Stalitsa | Bielorrusia     | Sasnovy                      | | 500 kW   | |

## Experimental y aficionados
Una banda con un ancho de banda de 2.1 kHz (de 135.7 a 137.8 kHz) está disponible para radioaficionados en la mayoría de los países de Europa, Nueva Zelanda y dependencias de Francia en otros continentes. El récord mundial de la distancia para un contacto en doble sentido es de más de 10 000 km, desde cerca de Vladivostok hasta Nueva Zelanda. Así como código Morse convencional, muchos operadores usan código Morse de muy baja velocidad controlado por computador o modos de comunicación digital especializados de banda estrecha como PSK31, Jt65 etc.
Gran Bretaña asignó una franja del espectro, de 71,6 a 74,4 kHz, en abril de 1996, a aficionados británicos que aplicaran a una Nota de Variación para usar la banda en un principio de no interferencia con potencia máxima de salida de 1 W ERP (potencia radiada efectiva). Esto se retiró el 30 de junio de 2003, luego de un número de extensiones a favor de la banda de 136 kHz europea. Una transmisión de 1 W de código Morse muy lento entre G3AQC (en Reino Unido) y W1TAG (en Estados Unidos) cruzó el océano Atlántico por un total de 5270 km (o 3275 millas) el 21 y 22 de noviembre de 2001.
En Estados Unidos hay una licencia libre especial en la onda larga llamada LowFER (Low-Frequency Experimental Radio). Esta asignación experimental se sitúa entre 160 y 190 kHz y se conoce también como banda perdida. La operación sin licencia se permite al sur de los 60° de latitud norte, excepto en el caso de interferir con 10 estaciones de localización que hay a lo largo de la costa.
La regulación en esta banda limita la potencia de emisión hasta 1 W, una longitud antena/plano de tierra no mayor a 15 m, y el campo eléctrico no debe superar los 4,9 µV/m. Además, las emisiones fuera de la banda de 160-190 kHz tienen que estar atenuadas al menos 20 decibelios respecto al nivel de la portadora demodulada. Muchos operadores en esta banda son operadores amateur.

## Antenas
Las antenas que se usan a estas frecuencias son normalmente torres radiadoras, que se alimentan en la base y son aisladas del suelo, o bien torres radiadoras alimentadas por sus propias cuerdas sostenedoras (caso en el cual las torres están a tierra), antenas T, antenas L y antenas de cable largo.
La altura de las antenas difiere de acuerdo al uso. Para las NDB (balizas no direccionales) la altura es de alrededor de 10 m, mientras que para transmisores de navegación más potentes como DECCA se usan torres de alrededor de 100 m. Las antenas T tienen una altura de entre 50 y 200 m, mientras que las antenas torre tienen por lo general una altura superior a los 150 m. La altura de las antenas para LORAN-C ronda los 190 m para emisores por debajo de 500 kW de potencia, y 400 m si emiten por encima de 1000 kW. El principal tipo de antena para LORAN-C es la torre alimentada desde tierra.
Casi todas las antenas de onda larga son de la altura correspondiente a la cuarta parte de la longitud de onda radiada (λ/4). La única antena de emisión de λ/2 es la Torre de radio de Varsovia.
Para radiodifusión a menudo se necesitan antenas direccionales. Estas se componen de varias torres que suelen tener la misma altura. Algunas antenas de onda larga consisten en varias torres dispuestas en círculo, con o sin una torre central. Estas antenas enfocan la potencia emitida hacia el suelo y tienen una gran zona de recepción libre de desvanecimientos. Este tipo de antena es raramente usada debido a su alto coste, a que necesitan mucho espacio, y a que los desvanecimientos son menos frecuentes que en la banda de Onda Media. Un ejemplo de una antena de este tipo es la de Orlunda (Suecia).
Las antenas de transmisión en onda larga, para potencias altas, necesitan mucho espacio físico, y han sido causa de controversia en Estados Unidos y Europa en relación con los posibles efectos nocivos para la salud de la exposición a ondas de radio de alta potencia. A consecuencia de esta controversia, ya se ha desmontado una de las antenas en Marnach (Luxemburgo) y para finales de 2015 se cerrara el emisor de RTL Radio en 1440 kHz.